# Championnat du Liban de football 2008-2009
Navigation
Saison précédente Saison suivante
La saison 2008-2009 du Championnat du Liban de football est la quarante-neuvième édition du championnat de première division au Liban. Les douze meilleurs clubs du pays sont regroupés au sein d'une poule unique où ils s'affrontent deux fois au cours de la saison, à domicile et à l'extérieur. À l'issue de la compétition, les deux derniers du classement sont relégués et remplacés par les deux meilleures équipes de deuxième division.
C'est le club de Nejmeh SC qui est sacré cette saison après avoir terminé en tête du classement final, avec un seul point d'avance sur le tenant du titre, Al Ahed Beyrouth et dix sur Safa Beyrouth. C'est le septième titre de champion du Liban de l'histoire du club.
Le club de Tripoli SC déclare forfait peu de temps avant le démarrage de la compétition. En plus d'être condamné à la descente en deuxième division la saison prochaine, le club doit verser une amende de 15 millions de livres libanaises.

## Les clubs participants
| - Al-Ansar Club - Safa Beyrouth - Nejmeh SC - Shabab Al Sahel - Shabab Al Ghazieh - Promu de D2 - Club Sagesse | - Tripoli SC - Al Tadamon Tyr - Al Mabarrah Beyrouth - Al Ahed Beyrouth - Racing Club de Beyrouth - Salam Zghorta - Promu de D2 |

## Compétition

### Classement
Le barème utilisé pour établir le classement est le suivant :
- Victoire : 3 points
- Match nul : 1 point
- Défaite : 0 point

| Rang | Équipe                  | Pts | J  | G  | N | P  | Bp | Bc | Diff |
| ---- | ----------------------- | --- | -- | -- | - | -- | -- | -- | ---- |
| 1    | Nejmeh SC               | 50  | 20 | 16 | 2 | 2  | 44 | 14 | +30  |
| 2    | Al Ahed Beyrouth'T'C    | 49  | 20 | 15 | 4 | 1  | 45 | 22 | +23  |
| 3    | Safa Beyrouth           | 40  | 20 | 12 | 4 | 4  | 35 | 15 | +20  |
| 4    | Al-Ansar Club           | 36  | 20 | 10 | 6 | 4  | 25 | 17 | +8   |
| 5    | Shabab Al Sahel         | 30  | 20 | 7  | 9 | 4  | 29 | 26 | +3   |
| 6    | Al Mabarrah Beyrouth    | 26  | 20 | 6  | 8 | 6  | 24 | 21 | +3   |
| 7    | Racing Club de Beyrouth | 19  | 20 | 5  | 4 | 11 | 19 | 25 | -6   |
| 8    | Al Tadamon Tyr          | 15  | 20 | 4  | 3 | 13 | 20 | 37 | -17  |
| 9    | Club Sagesse            | 14  | 20 | 3  | 5 | 12 | 14 | 30 | -16  |
| 10   | Shabab Al-GhaziehP      | 14  | 20 | 4  | 2 | 14 | 19 | 37 | -18  |
| 11   | Salam ZghortaP          | 11  | 20 | 2  | 5 | 13 | 14 | 44 | -30  |
| 12   | Tripoli SC forfait      |     |    |    |   |    |    |    |      |

|  | Qualification pour la Coupe de l'AFC 2010                              |
|  | Relégation en deuxième division                                        |
|  | T : Tenant du titre C : Vainqueur de la Coupe du Liban P : Promu de D2 |

## Bilan de la saison
| Championnat du Liban de football 2008-2009                        |                              |
| Champion                                                          | Nejmeh SC (7e titre)         |
| Coupes et trophées                                                |                              |
| Vainqueur de la Coupe du Liban 2008-2009                          | Al Ahed Beyrouth             |
| Qualifications continentales                                      |                              |
| Coupe de l'AFC 2010                                               | Nejmeh SC                    |
| Coupe de l'AFC 2010                                               | Al Ahed Beyrouth             |
| Promotions et relégations                                         |                              |
| Promus en Premier League                                          | Al Ahly Sidon                |
| Promus en Premier League                                          | Al Islah Al Bourj Al Shimaly |
| Relégués en Championnat du Liban de football de deuxième division | Salam Zghorta                |
| Relégués en Championnat du Liban de football de deuxième division | Tripoli SC                   |